# Leptodactylus spixi
Leptodactylus spixi är en groddjursart som beskrevs av Heyer 1983. Leptodactylus spixi ingår i släktet Leptodactylus och familjen tandpaddor. IUCN kategoriserar arten globalt som livskraftig. Inga underarter finns listade i Catalogue of Life.